# زیردریایی کلاس زولو
زیردریایی کلاس زولو (به روسی: Подводные лодки проекта 611: زیردریایی پروژه ۶۱۱) (به انگلیسی: Zulu-class submarine) یک کلاس از زیردریایی‌های آفندی شوروی  است که طول آن  ۹۰ م. (۲۶۵ پا) می‌باشد.